# Valero Texas Open
Le Valero Texas Open est un tournoi de golf du PGA Tour créé en 1922 sous le nom de Texas Open. Il prend son nom actuel en 2002.

## Palmarès
| Année                           | Vainqueur                                | Nationalité                              | Score                                    |
| ------------------------------- | ---------------------------------------- | ---------------------------------------- | ---------------------------------------- |
| Texas Open                      |                                          |                                          |                                          |
| 1922                            | Robert MacDonald                         | États-Unis                               | 281                                      |
| 1923                            | Walter Hagen                             | États-Unis                               | 279                                      |
| 1924                            | Joe Kirkwood, Sr.                        | Australie                                | 279                                      |
| 1925                            | Joe Turnesa                              | États-Unis                               | 284                                      |
| 1926                            | Macdonald Smith                          | Écosse                                   | 288 (+4)                                 |
| 1927                            | Bobby Cruickshank                        | Écosse                                   | 292 (+8)                                 |
| 1928                            | Bill Mehlhorn                            | États-Unis                               | 297 (+13)                                |
| 1929                            | Bill Mehlhorn (2)                        | États-Unis                               | 277 (-7)                                 |
| 1930                            | Denny Shute                              | États-Unis                               | 277 (-7)                                 |
| 1931                            | Abe Espinosa                             | États-Unis                               | 281 (-3)                                 |
| 1932                            | Clarence Clark                           | États-Unis                               | 287 (+3)                                 |
| 1933                            | Pas de tournoi                           | Pas de tournoi                           | Pas de tournoi                           |
| 1934                            | Wiffy Cox                                | États-Unis                               | 283 (-5)                                 |
| 1935                            | Pas de tournoi                           | Pas de tournoi                           | Pas de tournoi                           |
| 1936                            | Pas de tournoi                           | Pas de tournoi                           | Pas de tournoi                           |
| 1937                            | Pas de tournoi                           | Pas de tournoi                           | Pas de tournoi                           |
| 1938                            | Pas de tournoi                           | Pas de tournoi                           | Pas de tournoi                           |
| 1939                            | E.J. "Dutch" Harrison                    | États-Unis                               | 271 (-13)                                |
| 1940                            | Byron Nelson                             | États-Unis                               | 271 (-13)                                |
| 1941                            | Lawson Little                            | États-Unis                               | 273 (-11)                                |
| 1942                            | Chick Harbert                            | États-Unis                               | 272 (-12)                                |
| 1943                            | Pas de tournoi (Seconde Guerre mondiale) | Pas de tournoi (Seconde Guerre mondiale) | Pas de tournoi (Seconde Guerre mondiale) |
| 1944                            | Johnny Revolta                           | États-Unis                               | 273 (-11)                                |
| 1945                            | Sam Byrd                                 | États-Unis                               | 268 (-16)                                |
| San Antonio Texas Open          |                                          |                                          |                                          |
| 1946                            | Ben Hogan                                | États-Unis                               | 264 (-20)                                |
| 1947                            | Ed Oliver                                | États-Unis                               | 265 (-19)                                |
| Texas Open                      |                                          |                                          |                                          |
| 1948                            | Sam Snead                                | États-Unis                               | 264 (-20)                                |
| 1949                            | Dave Douglas                             | États-Unis                               | 268 (-16)                                |
| 1950                            | Sam Snead (2)                            | États-Unis                               | 265 (-19)                                |
| 1951                            | E.J. "Dutch" Harrison (2)                | États-Unis                               | 265 (-19)                                |
| 1952                            | Jack Burke Jr.                           | États-Unis                               | 260 (-24)                                |
| 1953                            | Tony Holguin                             | États-Unis                               | 264 (-20)                                |
| 1954                            | Chandler Harper                          | États-Unis                               | 259 (-25)                                |
| 1955                            | Mike Souchak                             | États-Unis                               | 257 (-27)                                |
| Texas Open Invitational         |                                          |                                          |                                          |
| 1956                            | Gene Littler                             | États-Unis                               | 276 (-12)                                |
| 1957                            | Jay Hebert                               | États-Unis                               | 271 (-13)                                |
| 1958                            | Bill Johnston                            | États-Unis                               | 274 (-10)                                |
| 1959                            | Wes Ellis                                | États-Unis                               | 276 (-8)                                 |
| 1960                            | Arnold Palmer                            | États-Unis                               | 276 (-12)                                |
| 1961                            | Arnold Palmer (2)                        | États-Unis                               | 270 (-14)                                |
| 1962                            | Arnold Palmer (3)                        | États-Unis                               | 273 (-11)                                |
| 1963                            | Phil Rodgers                             | États-Unis                               | 268 (-16)                                |
| 1964                            | Bruce Crampton                           | Australie                                | 273 (-7)                                 |
| 1965                            | Frank Beard                              | États-Unis                               | 270 (-10)                                |
| 1966                            | Harold Henning                           | Afrique du Sud                           | 272 (-8)                                 |
| 1967                            | Chi-Chi Rodriguez                        | États-Unis                               | 277 (-7)                                 |
| 1968                            | Pas de tournoi                           | Pas de tournoi                           | Pas de tournoi                           |
| 1969                            | Deane Beman                              | États-Unis                               | 274 (-10)                                |
| San Antonio Open Invitational   |                                          |                                          |                                          |
| 1970                            | Ron Cerrudo                              | États-Unis                               | 273 (-7)                                 |
| San Antonio Texas Open          |                                          |                                          |                                          |
| 1971                            | Pas de tournoi                           | Pas de tournoi                           | Pas de tournoi                           |
| 1972                            | Mike Hill                                | États-Unis                               | 273 (-15)                                |
| 1973                            | Ben Crenshaw                             | États-Unis                               | 270 (-14)                                |
| 1974                            | Terry Diehl                              | États-Unis                               | 269 (-19)                                |
| 1975                            | Don January                              | États-Unis                               | 275 (-13)                                |
| 1976                            | Butch Baird                              | États-Unis                               | 273 (-15)                                |
| 1977                            | Hale Irwin                               | États-Unis                               | 266 (-14)                                |
| 1978                            | Ron Streck                               | États-Unis                               | 265 (-15)                                |
| 1979                            | Lou Graham                               | États-Unis                               | 268 (-12)                                |
| 1980                            | Lee Trevino                              | États-Unis                               | 265 (-15)                                |
| Texas Open                      |                                          |                                          |                                          |
| 1981                            | Bill Rogers                              | États-Unis                               | 266 (-14)                                |
| 1982                            | Jay Haas                                 | États-Unis                               | 262 (-18)                                |
| 1983                            | Jim Colbert                              | États-Unis                               | 261 (-19)                                |
| 1984                            | Calvin Peete                             | États-Unis                               | 266 (-14)                                |
| 1985                            | John Mahaffey                            | États-Unis                               | 268 (-12)                                |
| Vantage Championship            |                                          |                                          |                                          |
| 1986                            | Ben Crenshaw (2)                         | États-Unis                               | 196 (-14)                                |
| Texas Open                      |                                          |                                          |                                          |
| 1987                            | Pas de tournoi                           | Pas de tournoi                           | Pas de tournoi                           |
| 1988                            | Corey Pavin                              | États-Unis                               | 259 (-21)                                |
| 1989                            | Donnie Hammond                           | États-Unis                               | 258 (-22)                                |
| H.E.B. Texas Open               |                                          |                                          |                                          |
| 1990                            | Mark O'Meara                             | États-Unis                               | 261 (-19)                                |
| 1991                            | Blaine McCallister                       | États-Unis                               | 269 (-11)                                |
| 1992                            | Nick Price                               | Zimbabwe                                 | 263 (-21)                                |
| 1993                            | Jay Haas (2)                             | États-Unis                               | 263 (-21)                                |
| Texas Open                      |                                          |                                          |                                          |
| 1994                            | Bob Estes                                | États-Unis                               | 265 (-19)                                |
| La Cantera Texas Open           |                                          |                                          |                                          |
| 1995                            | Duffy Waldorf                            | États-Unis                               | 268 (-20)                                |
| 1996                            | David Ogrin                              | États-Unis                               | 275 (-13)                                |
| 1997                            | Tim Herron                               | États-Unis                               | 271 (-17)                                |
| Westin Texas Open               |                                          |                                          |                                          |
| 1998                            | Hal Sutton                               | États-Unis                               | 270 (-18)                                |
| 1999                            | Duffy Waldorf (2)                        | États-Unis                               | 270 (-18)                                |
| Westin Texas Open at La Cantera |                                          |                                          |                                          |
| 2000                            | Justin Leonard                           | États-Unis                               | 261 (-19)                                |
| Texas Open at La Cantera        |                                          |                                          |                                          |
| 2001                            | Justin Leonard (2)                       | États-Unis                               | 266 (-18)                                |
| Valero Texas Open               |                                          |                                          |                                          |
| 2002                            | Loren Roberts                            | États-Unis                               | 261 (-19)                                |
| 2003                            | Tommy Armour III                         | États-Unis                               | 254 (-26)                                |
| 2004                            | Bart Bryant                              | États-Unis                               | 261 (-19)                                |
| 2005                            | Robert Gamez                             | États-Unis                               | 262 (-18)                                |
| 2006                            | Eric Axley                               | États-Unis                               | 265 (-15)                                |
| 2007                            | Justin Leonard (3)                       | États-Unis                               | 261 (-19)                                |
| 2008                            | Zach Johnson                             | États-Unis                               | 261 (-19)                                |
| 2009                            | Zach Johnson (2)                         | États-Unis                               | 265 (-15)                                |
| 2010                            | Adam Scott                               | Australie                                | 274 (-14)                                |
| 2011                            | Brendan Steele                           | États-Unis                               | 280 (-8)                                 |
| 2012                            | Ben Curtis                               | États-Unis                               | 279 (-9)                                 |
| 2013                            | Martin Laird                             | Écosse                                   | 274 (-14)                                |
| 2014                            | Steven Bowditch                          | Australie                                | 280 (-8)                                 |
| 2015                            | Jimmy Walker                             | États-Unis                               | 277 (-11)                                |
| 2016                            | Charley Hoffman                          | États-Unis                               | 276 (-12)                                |
| 2017                            | Kevin Chappell                           | États-Unis                               | 276 (-12)                                |
| 2018                            | Andrew Landry                            | États-Unis                               | 271 (-17)                                |
| 2019                            | Corey Conners                            | Canada                                   | 268 (-20)                                |
| 2020                            | Édition annulée (pandémie de Covid-19)   | Édition annulée (pandémie de Covid-19)   | Édition annulée (pandémie de Covid-19)   |
| 2021                            | Jordan Spieth                            | États-Unis                               | 270 (-18)                                |
| 2022                            | J. J. Spaun                              | États-Unis                               | 275 (-13)                                |
| 2023                            | Corey Conners (2)                        | Canada                                   | 273 (-15)                                |